# Crommelin (månekrater)
Crommelin er et gammelt nedslagskrater på Månen. Det befinder sig på Månens bagside nær Månens sydpol og er opkaldt efter den engelske astronom A.C.D. Crommelin (1865 – 1939).
Navnet blev officielt tildelt af den Internationale Astronomiske Union (IAU) i 1970. 

## Omgivelser
Crommelinkrateret ligger nord for det store Zeemankrater og øst-nordøst for Numerovkrateret.

## Karakteristika
Crommelin er næsten helt slidt væk af senere nedslag, så der kun resterer en kraterdækket fordybning i Månens overflade. Der ligger et lige så nedslidt krater over den nordlige rand, og "Crommelin X" er forbundet med den udad-bulende nordvestlige side. De to største småkratere på kraterbunden danner et par, som ligger nær den sydlige rand. Der findes en let central top, som ikke er meget mere end en lav forhøjning i overfladen.

## Satellitkratere
De kratere, som kaldes satellitter, er små kratere beliggende i eller nær hovedkrateret. Deres dannelse er sædvanligvis sket uafhængigt af dette, men de får samme navn som hovedkrateret med tilføjelse af et stort bogstav. På kort over Månen er det en konvention at identificere dem ved at placere dette bogstav på den side af satellitkraterets midte, som ligger nærmest hovedkrateret. Crommelinkrateret har følgende satellitkratere:
| Crommelin | Længde  | Bredde   | Diameter |
| --------- | ------- | -------- | -------- |
| C         | 66,4° S | 144,8° V | 44 km    |
| W         | 66,0° S | 152,7° V | 24 km    |
| X         | 66,3° S | 150,0° V | 26 km    |